# 37 Tauri
37 Tauri, som är stjärnans Flamsteed-beteckning, är en ensam stjärna belägen i den mellersta delen av stjärnbilden Oxen, som också har Bayer-beteckningen A1 Tauri. Den har en  skenbar magnitud på ca 4,36 och är svagt synlig för blotta ögat där ljusföroreningar ej förekommer. Baserat på parallaxmätning inom Hipparcosuppdraget på ca 17,4 mas, beräknas den befinna sig på ett avstånd på ca 187 ljusår (ca 57 parsek) från solen. Den rör sig bort från solen med en heliocentrisk radialhastighet av ca 9,5 km/s.

## Egenskaper
37 Tauri är en orange till gul jättestjärna av spektralklass K0 III-IIIb, som tillhör röda klumpen och genererar energi genom termonukleär fusion av helium i dess kärna. Den har en massa som är ca 2 solmassor, en radie som är ca 10 solradier och utsänder ca 60 gånger mera energi än solen från dess fotosfär vid en effektiv temperatur på ca 4 700 K.
37 Tauri har en visuell följeslagare av magnitud 10,01 med en vinkelseparation av 134,30 bågsekunder vid en positionsvinkel på 138,6° år 2003.